# خداداد (سرخس)
خداداد، روستای است از توابع بخش مرزداران شهرستان سرخس در استان خراسان رضوی.
این روستا در دهستان پل خاتون قرار دارد و بر اساس سرشماری سال ۱۳۸۵ جمعیت آن (۳۱ خانوار) ۱۵۸ نفر 
است.

## منبع
1. «: کمیته تخصصی نام نگاری و یکسان‌سازی نام‌های جغرافیایی ایران :». بایگانی‌شده از اصلی در ۲۹ اوت ۲۰۱۱. دریافت‌شده در ۱۹ ژوئیه ۲۰۱۱.
2. ↑  «نتایج سرشماری ایران در سال ۱۳۸۵». درگاه ملی آمار. بایگانی‌شده از روی نسخه اصلی در ۲۱ آبان ۱۳۹۲.